# Sit Down, Shut Up
Sit Down, Shut Up er en amerikansk animeret komedieserie skabt af Mitchell Hurwitz, skaberen af komedieserien Arrested Development (Familie på livstid), hvoraf flere af tegnefilmsdubberne på Sit Down, Shut Up var skuespillere.

## Ekstern henvisning
- Sit Down, Shut Up på Internet Movie Database (engelsk)
- Sit Down, Shut Up på Rotten Tomatoes (engelsk)
- Sit Down, Shut Up på Metacritic (engelsk)
- Sit Down, Shut Up hos The Movie Database (engelsk)
- Sit Down, Shut Up hos TheTVDB (engelsk)
- Sit Down, Shut Up hos TV.com (engelsk)

| Fjernsyn | Spire Denne artikel om et tv-program er en spire som bør udbygges. Du er velkommen til at hjælpe Wikipedia ved at udvide den. |